# Rouissage
 (mai 2009).
Si vous disposez d'ouvrages ou d'articles de référence ou si vous connaissez des sites web de qualité traitant du thème abordé ici, merci de compléter l'article en donnant les références utiles à sa vérifiabilité et en les liant à la section « Notes et références ».

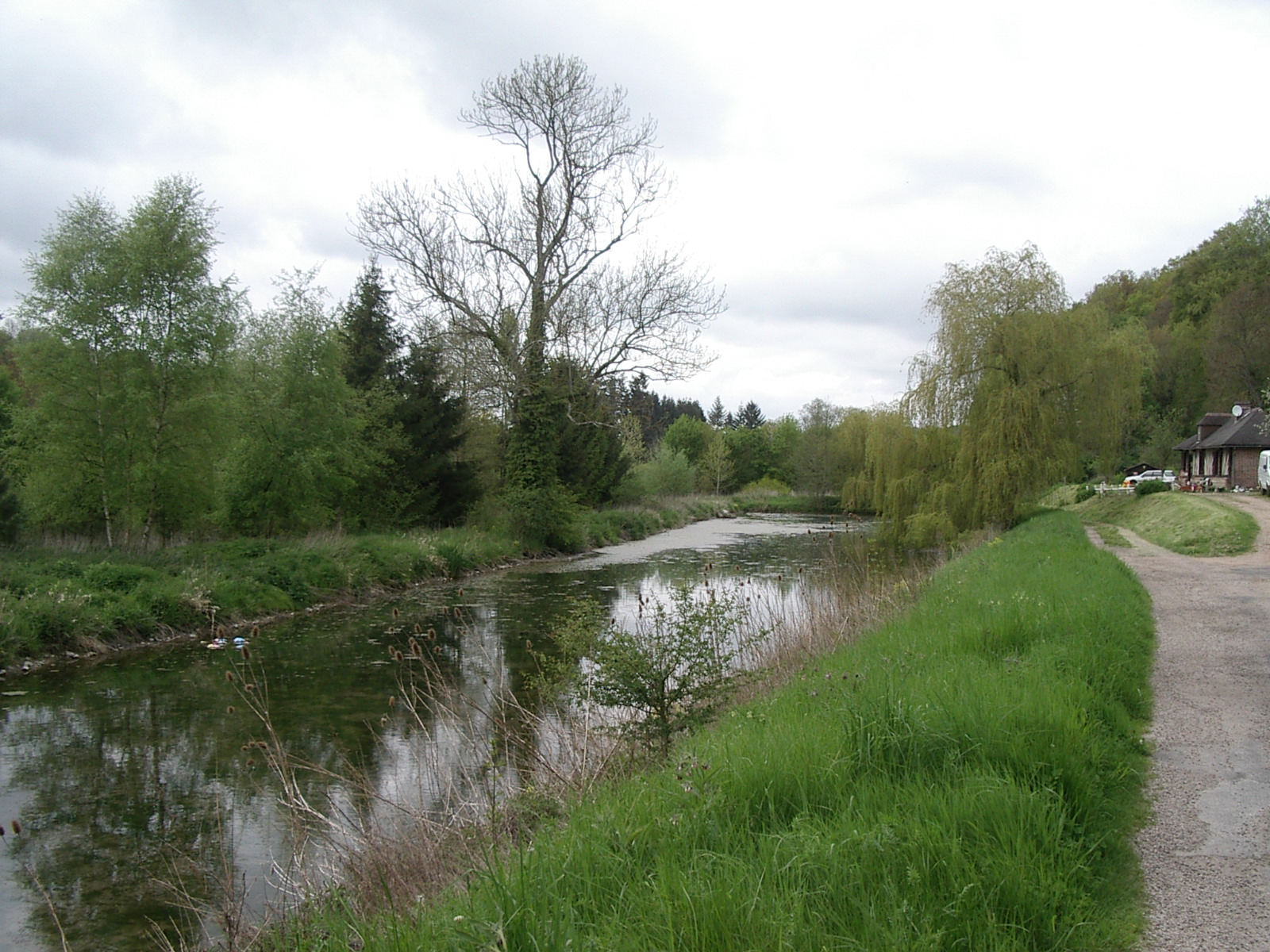
Le routoir, pièce d'eau servant à rouir le lin, à Fontaine-la-Louvet (Eure).

Le rouissage est la macération que l'on fait subir aux plantes textiles telles que le lin ou le chanvre, pour faciliter la séparation de l'écorce filamenteuse avec la tige. Le rouissage désigne aussi la macération humide de plantes alimentaires telles que le manioc ou le Haricot de Lima, favorisant leur fermentation microbienne afin de détruire les glycosides cyanogènes toxiques (détoxication enzymatique par ces microbes fermentaires), et évite, en particulier pour le manioc, la libération de cyanure rendant la racine fraîche impropre à la consommation humaine,.
On fait rouir les poignées (bottes) de chanvre ou le lin dans un routoir ou rouissoir. Le terme rouir vient du francique rotjan, qui signifie pourrir.
Le rouissage des plantes textiles se pratique par immersion plus ou moins prolongée (rouissage à l'eau) ou par exposition à la chaleur et à l'humidité au sol des andains de tige (rouissage à terre). En France le rouissage à terre a pris le pas sur le rouissage à l'eau.  

## Principe

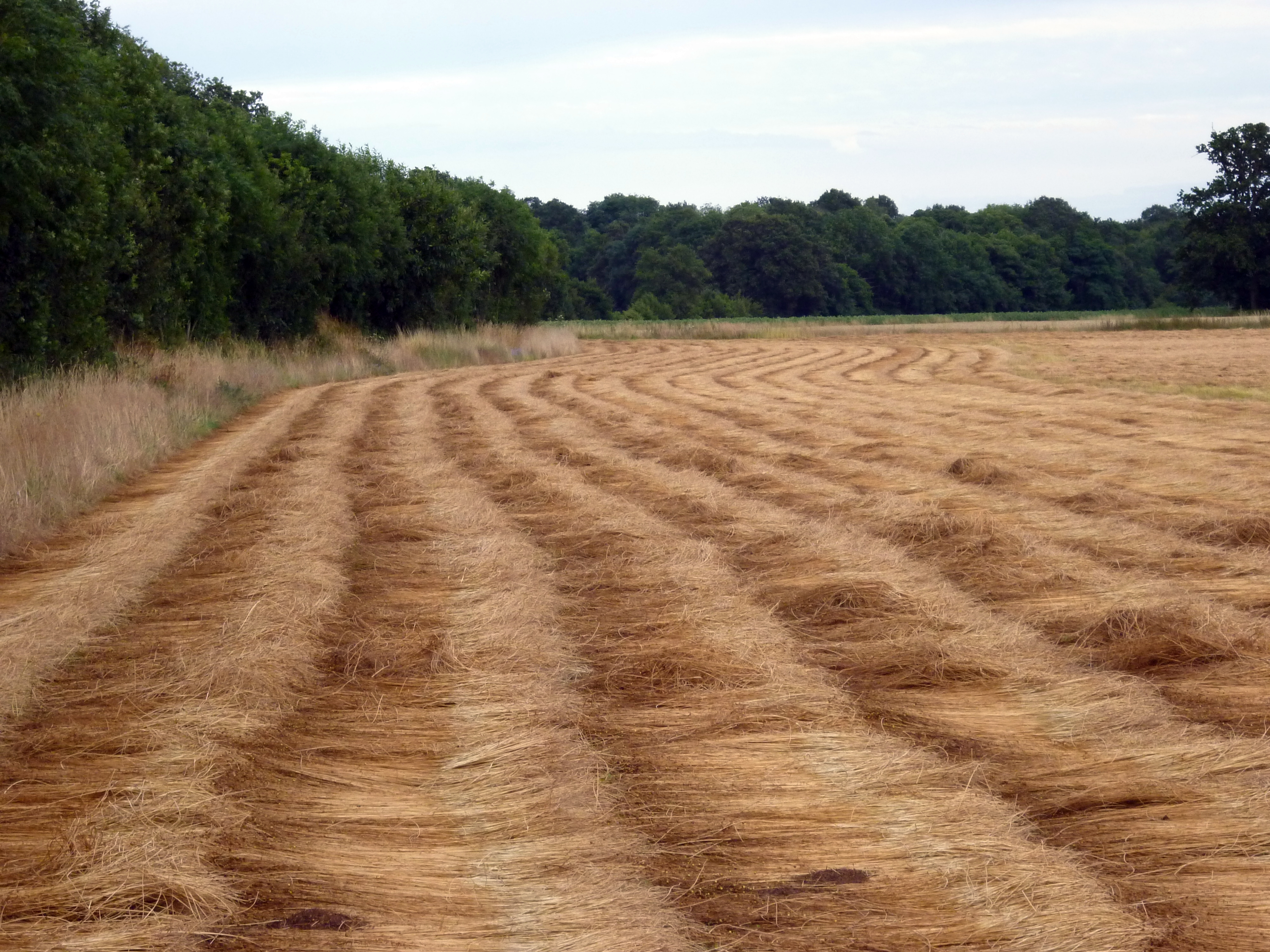
Rouissage du lin en champs par la rosée à Morsan (Eure).

Le rouissage consiste à éliminer le ciment naturel qui relie les fibres de cellulose du reste de la tige, c'est-à-dire le liant pectique encore appelé matière gommo-résineuse. Cette opération permet de récupérer ultérieurement les fibres de chanvre, lorsque celles-ci seront séparées du résidu ligneux, appelé chènevotte, par une opération mécanique appelée teillage. Quand le rouissage est fait au sol, la digestion du liant pectique provient de l'action de micro-organismes, champignons et bactéries.    
Le rouissage permet d'obtenir des fibres plus affinées, plus souples mais moins résistantes.    

## Histoire
Sous l'Ancien Régime, les interdictions du rouissage aquatique dans les cours d'eau sont nombreuses. L'ordonnance de 1669 intégrant les rivières navigables dans le domaine royal l'interdit puis arrêts du conseil du roi renouvellent l’interdiction dans les eaux courantes en 1702, 1719, 1725, 1732 et 1756. En 1718 et 1725, l’intendant de Flandre interdit le rouissage dans la Lys, une ordonnance du 13 septembre 1766 la rappelle mais en 1782, le conseil d’État du roi doit à nouveau interdire de « mettre rouir des chanvres » dans la Garonne. Les maîtrises des Eaux et Forêts interdisent également le rouissage du lin et du chanvre dans les fleuves et les rivières à plusieurs reprises au cours du XVIIIe siècle. Les interdictions de rouir dans les eaux courantes et d'y rejeter les eaux des routoirs ne sont pas toujours respectées et cela peut engendrer des conflits et des procès. Le décret impérial du 15 octobre 1810 exigeait que les routoirs soient installés à une certaine distance des habitations, pour éviter les odeurs nauséabondes qui s'en dégageaient.  
Face à l'interdiction de rouir dans les cours d'eau, on construit des routoirs en pierre maçonnée, notamment en Bretagne et en Bourgogne ou l'on pratique le rouissage au pré. La pratique du rouissage aquatique fut abandonnée au XXe siècle au profit de l'exposition des plantes dans les prairies car on voyait dans cette pratique de « graves dangers pour la santé » même si cela est réfuté aujourd'hui et l'était déjà depuis Lavoisier et Parent-Duchâtelet.  
Jusqu'au XXe siècle, presque chaque ferme possédait son routoir appelé parfois « mare au chanvre ». Après rouissage, les bottes de chanvre étaient mises à sécher dans un pré ou bien sur les chaumes de blé pour une meilleure aération. Le chanvre était égaillé de temps en temps, c'est-à-dire retourné. Une fois sec, il était rentré au hangar ou à la grange, pour subir les étapes suivantes de transformation (séchage au four, broyage, nettoyage).  

### Aujourd'hui

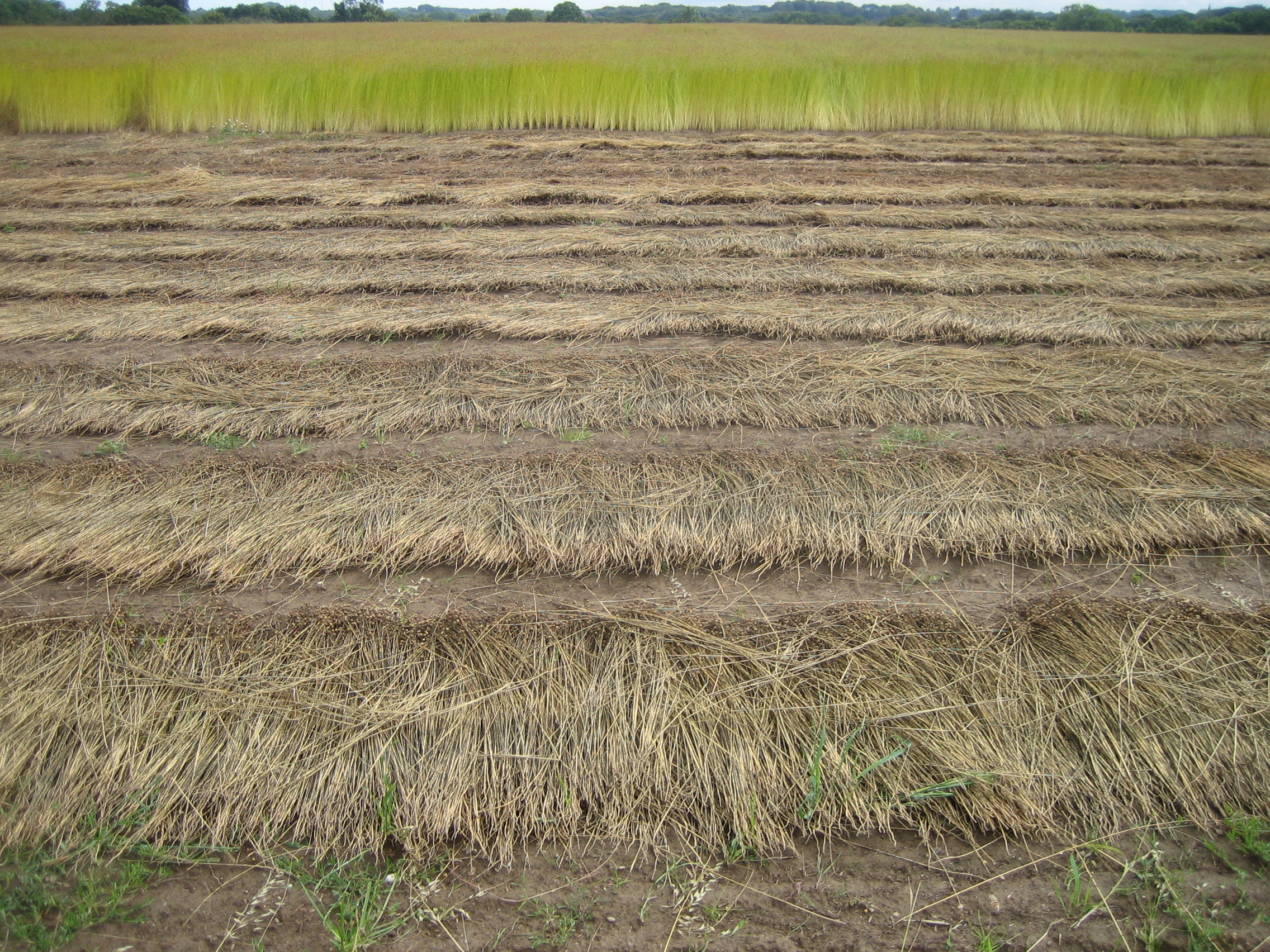
Champ de lin à Fécamp.

De nos jours, le rouissage peut être évité, car les andains sont pressés en balles puis stockés. Cependant, certains industriels requièrent un niveau de rouissage pour des usages spécifiques. Les pailles sont alors laissées sur le sol après fauchage durant 10 à 20 jours. La coloration blonde des pailles devient grise puis noire. La couleur indique la progression du rouissage. Le fanage ou le retournement des andains permet d'homogénéiser l'opération.

## Durée

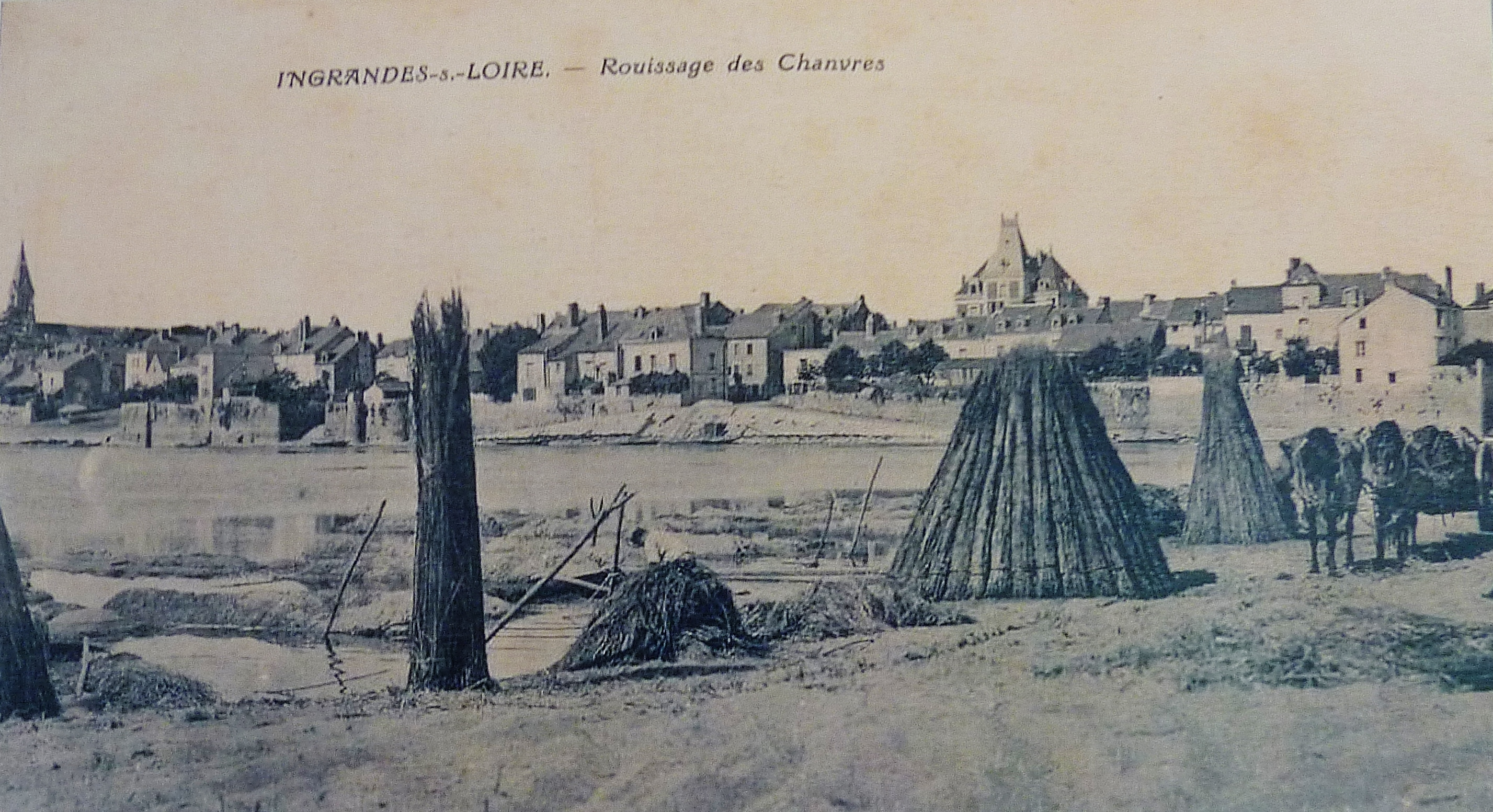
Rouissage du chanvre à Ingrandes au début du XXe siècle.

Le chanvre s'arrachait en deux fois : le chanvre mâle, cueilli en juillet et août, rouissait plus promptement que le chanvre femelle qui, lui, n'est mûr qu'en septembre et octobre. L'extrémité des tiges rouit plus lentement que les parties voisines de la racine ; les gros brins exigent moins de temps que les petits. La durée moyenne du rouissage du chanvre est de 8 à 10 jours en mai, de 6 à 8 jours en août et de 10 à 12 jours jours en octobre. On peut en dire autant pour le lin qui rouit plus vite que le chanvre. La durée moyenne du séjour au routoir est un peu plus courte.

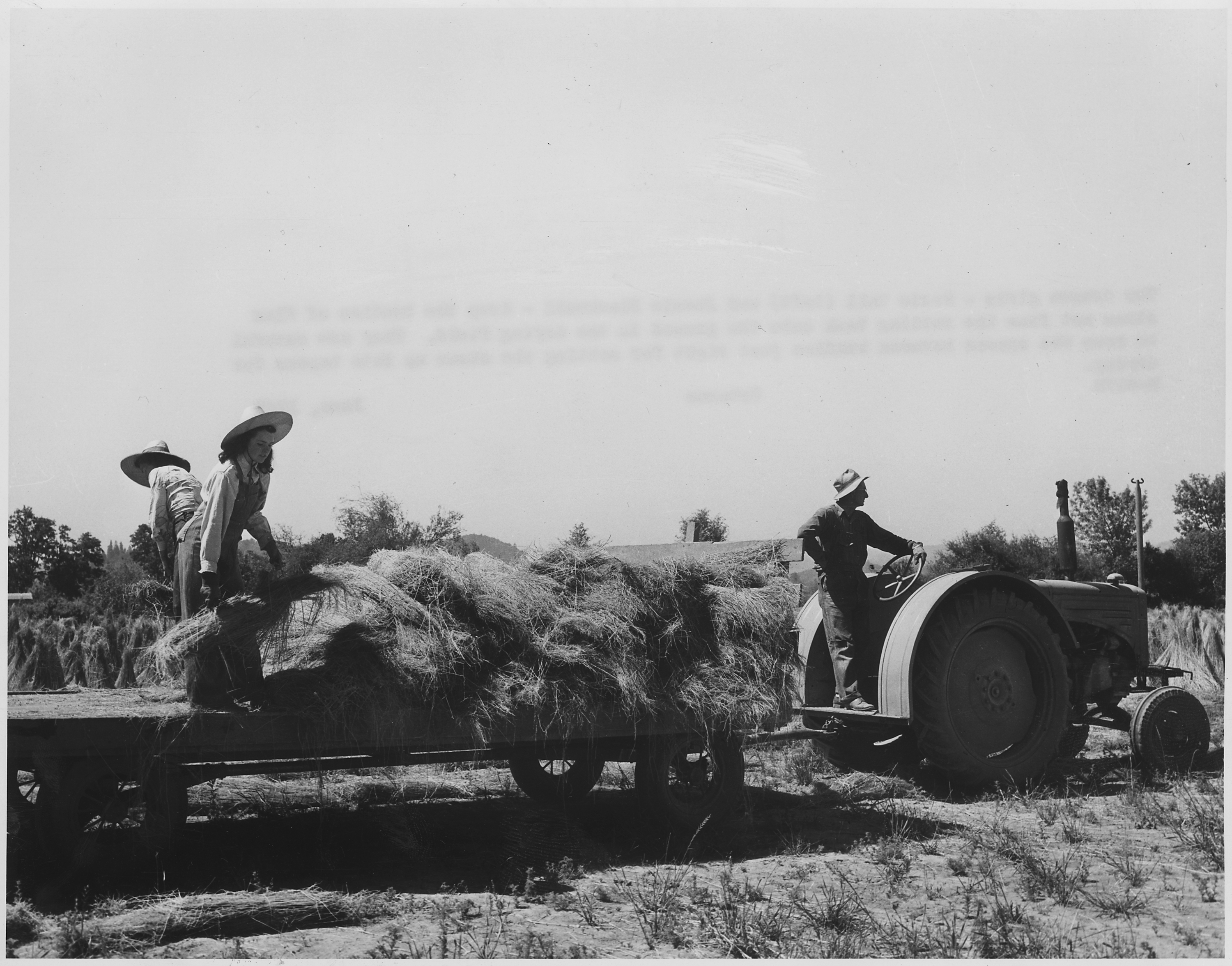
Femmes jetant des bottes de lin encore humides, provenant du routoir. Le séchage en champs complète le rouissage initié par macération (vers 1945).

Le rouissage est suffisant quand les fibres se séparent facilement les unes des autres sur toute la longueur de la tige. Il était important que la fermentation soit arrêtée à ce moment car, si elle durait plus longtemps, la filasse prenait une teinte brune et perdait sa force de résistance. Comme il est difficile de déterminer le moment exact où le rouissage est terminé, et comme, d'autre part, une fermentation trop prolongée enlève aux fibres une grande partie de leur valeur, on n'attendait jamais que la plante soit complètement rouie pour la sortir de l'eau. On achevait l'opération en l'étendant sur la prairie pendant quelques jours.